# Чорні оксфорди (фільм, 1924)
Чорні оксфорди (англ. Black Oxfords) — американська короткометражна кінокомедія Дель Лорда 1924 року.

## Сюжет
Мати і дочка знаходяться в скрутному становищі, тому що вони прострочили платіж за дім, і безсердечний господар ось-ось забере їх будинок і викине їх на вулицю. Їхній син Джек, який знаходиться у в'язниці, дізнається про їх важке становище і спалахує думкою про перемогу на іподромі, щоб виграти достатньо грошей і оплатити іпотеку.

## У ролях
- Енді Клайд — начальний в'язниці / сільський шериф / суддя
- Сідні Сміт — Джек Візерс — жокей
- Вернон Дент — Сенді Хейг — засуджений
- Марселін Дей — Дейзі Візерс
- Анна Додж — Ма Візерс
- Джон Дж. Річардсон — Чарлі Грінбек
- Балла Паша — спільник Грінбека
- Наталі Кінгстон — Лотта Уейт
- Роджер Мур — тюремник
- Марвін Лобак — засуджений
- Гордон Льюїс — сурмач
- Кой Уотсон — Джек, як хлопчик